# Ofili
Ofili (en llatí Ofilius en grec ο Όφίλλιος) va ser un jurista romà mencionat per Sext Pomponi amb el nom de Gai Aule Ofili, però almenys el praenomen Gai sembla un error del copista.
Ofili va ser un dels deixebles de Servi Sulpici i mestre de Quint Eli Tuberó, Cateu Capitó i Marc Antisti Labeó. Era amic de Ciceró, que en una ocasió cita la seva opinió contraposant-la a una de Gai Trebaci Testa. Era també amic de Juli Cèsar.
Ofili era de rang eqüestre, però la seva reputació la va obtenir pel seu coneixement de les lleis. Va escriure diversos tractats jurídics, diu Sext Pomponi, entre els quals destaquen els titulats De Legibus vicesimae (manumissionum) i De Jurisdictione. Pomponi segueix dient que edictum praetoris primus diligenter composuit, cosa que potser vol dir que va ser el primer en ordenar les lleis dels pretors, o més aviat va escriure un tractat sobre elles. Va escriure també un llibre dedicat a Tit Pomponi Àtic, del que segurament era amic. Ofili és citat amb freqüència al Digest.